# 原田吉朗
原田 吉朗（はらだ よしろう）は、日本のキャラクターデザイナー、イラストレーター。

## 人物・来歴
東京デザイナー学院在学中にアニメ作品のメカニックおよびクリーチャーデザインとして活動を開始する。以後、アニメや特撮作品、トレーディングカードや食玩などのキャラクターデザインやイラストなど多岐に渡り、活動を行っている。
母親は東映動画で編集を務めており、幼少期からアニメーションの現場に親しみ、アニメーターの森康二や大塚康生らとも面識があった。
1981年に出渕裕の代理としてテレビアニメ『百獣王ゴライオン』に参加。参加のきっかけは、同番組を手掛けていた東京動画の社長である西崎義展が、かつて原田の叔父のジャズバンドのマネージャーを務めていた縁があり、西崎と面会した折にメカデザイン志望であることを伝えたところ、出渕の降板したタイミングであったため起用されたという。
翌年には『機甲艦隊ダイラガーXV』に出渕とともに参加するが、その準備段階のころに腕を痛めてしまい、翌年の『光速電神アルベガス』ではキャラクター原案としての参加に留まったほか、出渕の補助として特撮テレビ番組『科学戦隊ダイナマン』へ参加する。『アルベガス』の終了後には腕の治療に専念するため、一度デザイナー業を離れた。その後、リハビリを兼ねてアニメやゲーム関連の仕事を手がけるようになり、1995年に『超力戦隊オーレンジャー』と『重甲ビーファイター』で特撮デザインに復帰した。翌年の『ビーファイターカブト』で初めてレギュラーキャラクターを担当。『未来戦隊タイムレンジャー』と『百獣戦隊ガオレンジャー』ではメインデザイナーを務めた。

## 参加作品

### 特撮
- スーパー戦隊シリーズ
  - 科学戦隊ダイナマン（1983年） - キャラクターデザイン
  - 超電子バイオマン（1984年） - キャラクターデザイン
  - 超力戦隊オーレンジャー（1995年） - キャラクターデザイン
  - 未来戦隊タイムレンジャー（2000年） - キャラクターデザイン
    - 未来戦隊タイムレンジャーVSゴーゴーファイブ（2001年） - キャラクターデザイン

  - 百獣戦隊ガオレンジャー（2001年） - キャラクターデザイン
    - 百獣戦隊ガオレンジャーVSスーパー戦隊（2001年） - キャラクターデザイン
    - 劇場版 百獣戦隊ガオレンジャー 火の山、吼える（2001年） - キャラクターデザイン

  - 特捜戦隊デカレンジャー（2004年）[2]
    - 特捜戦隊デカレンジャー THE MOVIE フルブラスト・アクション（2004年）[2]

  - 魔法戦隊マジレンジャー（2005年）[2]
  - 轟轟戦隊ボウケンジャー（2006年） - キャラクターデザイン
  - 特命戦隊ゴーバスターズ（2012年） - キャラクターデザイン
    - 特命戦隊ゴーバスターズ THE MOVIE 東京エネタワーを守れ!（2012年） - キャラクターデザイン
    - 特命戦隊ゴーバスターズVS海賊戦隊ゴーカイジャー THE MOVIE（2013年） - キャラクターデザイン
- メタルヒーローシリーズ
  - 重甲ビーファイター（1995年） - キャラクターデザイン
  - ビーファイターカブト（1996年） - キャラクターデザイン
  - ビーロボカブタック（1997年） - キャラクターデザイン
  - テツワン探偵ロボタック（1998年） - キャラクターデザイン
- 仮面ライダーシリーズ
  - 仮面ライダーZX（1982年） - ヘルダイバーデザイン[6]

### アニメ
- 百獣王ゴライオン（1981年） - デザイン協力
- 機甲艦隊ダイラガーXV（1982年） - メカニックデザイン
- 光速電神アルベガス（1983年） - デザイン協力
- ジェノサイバー 虚界の魔獣（1993年） - プロダクションデザイン
- SUBMARINE SUPER 99（2003年） - メカニックデザイン
- 杖と剣のウィストリア（2024年） - モンスターデザイン[7]

### ゲーム
- 桃太郎電鉄11 ブラックボンビー出現!の巻（2002年） - オープニングアニメーションメカニックデザイン（常木志伸と共同）